# Vilallonga (olivera)
La Vilallonga és una varietat d'olivera.
Com a sinònims d'aquesta varietat trobem: Forna, Manzanet, Manzanilla, Valenciana, Blanqueta de Elvas, Branquita (aquestes dues denominacions a Portugal).
És la varietat principal a la demarcació de València i en la zona nord d'Alacant. En total ocupa més de 24.000 ha. També es conrea a la part d'Elvas a Portugal.

## Característiques agronòmiques
Varietat productiva però sensible tant al fred com a l'aridesa. Amb tot tolera un poc l'excés d'humitat en el sòl. Entra en producció relativament aviat des del moment de la plantació.
La productivitat és elevada i constant, ja que no és gaire afectada pel fenomen de la contranyada. L'època de maduració de l'oliva, que és de gran mida amb més de 6 grams de pes, és precoç. Resulta fàcil la collita mecànica gràcies a la baixa resistència al despreniment de l'oliva i el port de l'arbre.

## Usos
Té doble utilització per a oli i de taula. Les olives tenen un bon rendiment en greix i l'oli és de bona qualitat.
Per a oliva da taula és apreciada tant per elaborar-la en verd com en negre.